# Sergio Pérez
Sergio Michel "Checo" Pérez Mendoza (tiếng Tây Ban Nha: [ˈseɾxjo ˈpeɾes] ⓘ; sinh ngày 26 tháng 1 năm 1990), là một tay đua người Mexico tham gia Công thức 1 cho Red Bull Racing. Trước đó, anh đua cho Sauber, McLaren, Force India và Racing Point. Anh giành chiến thắng  đầu tiên trong chặng đua thứ 190 trong sự nghiệp Công thức 1 của mình tại chặng đua GP Sakhir 2020 và đồng thời phá kỷ lục về số lần xuất phát trước khi giành chiến thắng. Anh giành được vị trí pole đầu tiên trong chặng đua thứ 215 trong sự nghiệp Công thức 1 tại giải đua ô tô Công thức 1 Ả Rập Xê Út 2022 và đồng thời kỷ lục về số lần xuất phát nhiều nhất trước khi giành được vị trí pole đầu tiên. Hợp đồng của anh với Red Bull Racing có hiệu lực cho đến hết mùa giải 2024.

## Sự nghiệp

### Sự nghiệp tiền Công thức 1 (2004-2011)

#### Những năm đầu tiên của sự nghiệp đua xe chuyên nghiệp (2004-2008)
Vào năm 2004, Pérez bắt đầu sự nghiệp đua xe chuyên nghiệp của mình khi tham gia giải đua xe Skip Barber National Championship.
Vào năm 2005, anh đã đua cho đội 4speed Media trong giải đua xe Công thức BMW Đức. Ngay trong cuộc đua cuối tuần đầu tiên, diễn ra như một phần của chương trình hỗ trợ giải đua xe DTM tại trường đua Hockenheimring, anh đã lên bục trao giải sau khi về đích ở vị trí thứ hai. Trong suốt mùa giải, anh ấy đã ghi điểm trong năm cuộc đua tiếp theo và đứng thứ 14 chung cuộc trong bảng xếp hạng các tay đua với 37 điểm. Vào năm 2006, anh cũng tiếp tục tham gia giải đua xe Công thức BMW Đức, nhưng lần này với ADAC Berlin-Brandenburg thay vì 4speed Media. Với kết quả tốt nhất là hai vị trí thứ ba và lấy được tổng cộng 112 điểm, anh đứng thứ sáu chung cuộc trong bảng xếp hạng các tay đua.
Trong mùa đông 2006/07, anh đã tham gia hai cuộc đua trong giải đua xe A1GP cho Team Mexico do DAMS cung cấp với Salvador Durán và Juan Pablo Garcia. Trong mùa giải 2007, Pérez chuyển sang tham gia giải đua xe Công thức 3 Anh với T-Sport và trở thành nhà vô địch hạng quốc gia với 14 chiến thắng trong 22 cuộc đua. Trong mùa giải 2008, anh được thăng lên hạng mục quốc tế của giải đua xe Công thức 3 Anh và một lần nữa đua cho T-Sport và về thứ tư chung cuộc trong bảng xếp hạng các tay đua vào cuối mùa giải với bốn chiến thắng sau 22 cuộc đua.

#### Tham gia giải đua GP2 Asia Series (2008-2010)
Từ tháng 10 năm 2008 đến tháng 4 năm 2009, Pérez đua cùng với Vitaly Petrov vào mùa giải GP2 Asia Series 2008-09 cho đội Campos Grand Prix.
Tại chặng đua thứ hai của mùa giải ở trường đua Dubai, anh đã ghi điểm đầu tiên tại giải đua GP2 Asia Series sau khi về đích ở vị trí thứ sáu trong cuộc đua sprint. Tại chặng đua thứ ba ở trường đua Bahrain International, anh đã giành được chiến thắng đầu tiên trong cuộc đua sprint và tái lập kết quả đó tại chặng đua ở trường đua Losail International. Sau khi về nhì trong cuộc đua chính, Pérez đã giành chiến thắng trong cuộc đua sprint trước đồng đội của mình là Petrov. Vào cuối mùa giải, Pérez đứng thứ bảy chung cuộc và bị Petrov đánh bại.
Vào mùa giải GP2 Asia Series 2009-10, Pérez đã tham gia hai trong số bốn chặng đua tại trường đua Yas Marina và trường đua Bahrain International cho Barwa Addax. Trong hai trong số bốn cuộc đua đó, anh đã ghi điểm. Sau mùa giải này, anh đứng thứ 15 chung cuộc trong bảng xếp hạng các tay đua.

## Đời tư
Pérez sinh ra ở Guadalajara, Jalisco, Mexico, Pérez và là con út của Antonio Pérez Garibay và Marilú Mendoza de Pérez. Anh có một chị gái tên là Paola và một anh trai tên là Antonio, một tay đua xe stock car giải nghệ từng thi đấu trong giải đua NASCAR Mexico Series. Anh kết hôn với Carola Martínez và họ có ba người con. Anh theo đạo Công giáo.
Cả hai anh em nhà Pérez đều là những người hâm mộ bóng đá và nói rằng họ đã nghĩ đến việc bỏ sự nghiệp đua xe để theo đuổi sự nghiệp bóng đá chuyên nghiệp. Họ cũng là bạn của cầu thủ bóng đá và người đồng huơng Javier Hernández. Vào tháng 11 năm 2012, anh thành lập Quỹ Checo Pérez để hỗ trợ trẻ mồ côi và trẻ em bị ung thư và chị gái của anh, Paola, là chủ tịch của quỹ đó.